# Achias ios
Achias ios är en tvåvingeart som beskrevs av Mcalpine 1994. Achias ios ingår i släktet Achias och familjen bredmunsflugor. Inga underarter finns listade i Catalogue of Life.